# Santa Maria do Salto
Santa Maria do Salto este un oraș în Minas Gerais (MG), Brazilia.